# Нискуалли (индейская резервация)
Нискуалли (англ. Nisqually Reservation, также Nisqually Indian Reservation) — индейская резервация, расположенная на Северо-Западе США в западно-центральной части штата Вашингтон.

## История
Индейская резервация Нискуалли была образована в 1854 году после подписания договора Медисин-Крик между американскими властями и индейскими племенами Северо-Запада.

## География
Резервация расположена в западно-центральной части штата Вашингтон в округах Тёрстон и Пирс, на обоих берегах реки Нискуалли.
Общая площадь резервации составляет 21,29 км², из них 20,49 км² приходится на сушу и 0,81 км² — на воду.

## Демография
По данным федеральной переписи населения 2000 года, в резервации проживало 588 человек. Расовый состав населения был такой: белые — 26,7 %, афроамериканцы — 1,36 %, коренные американцы (индейцы США) — 60,71 %, азиаты — 0,68 %, океанийцы — 1,36 %, представители других рас — 0,85 %, представители двух или более рас — 8,33 %. Испано- и латиноамериканцы составили 5,61 % от всех жителей Нискуалли.
В 2019 году в резервации проживало 631 человек. Расовый состав населения: белые — 167 чел., афроамериканцы — 9 чел., коренные американцы (индейцы США) — 395 чел., азиаты — 6 чел., океанийцы — 21 чел., представители других рас — 0 чел., представители двух или более рас — 33 человека. Плотность населения составляла 29,64 чел./км².

## Комментарии
1. ↑  Сам населённый пункт не входит в состав резервации, а является лишь штаб-квартирой племени.